# Johan Appelbom
Johan Appelbom, 10 juli 1710, var en svensk fortifikationsofficer.
Johan Appelbom var son till majoren Johan Appelbom. Efter avslutade studier tjänstgjorde han en tid vid fortifikationskontoret i Stockholm och blev underkonduktör vid fortifikationen 1684. 1685 blev Appelbom konduktör och erhöll 1693 konfirmationsfullmakt som fortifikationslöjtnant. Han tjänstgjorde till en början i Dorpat under K. F. von Friesen och gjorde där så stora framsteg i fästningsbyggandet att han 1694 förflyttades till Riga, för att förbättra fortifikationerna där. Året därpå förflyttades han som fortifikationkapten till Arensburg, där betydande förbättringar av befästningarna var av nöden. 1698 skrev Erik Dahlbergh ett rekommendationsbrev åt Appelbom och tillstyrkte hans befordran. Någon sådan fick han dock inte förrän i slutet av 1709, då han med bibehållande av platsen som fortifikationsofficer även blev kommendant på fästningen i Arensburg. 1710 erhöll han överstelöjtnants grad. Från mars samma år inleddes ryssarnas anfall mot befästningen, och Appelbom ledde framgångsrikt försvaret fram till juli, då avled i pesten.